# Gang (Hafenarbeiter)

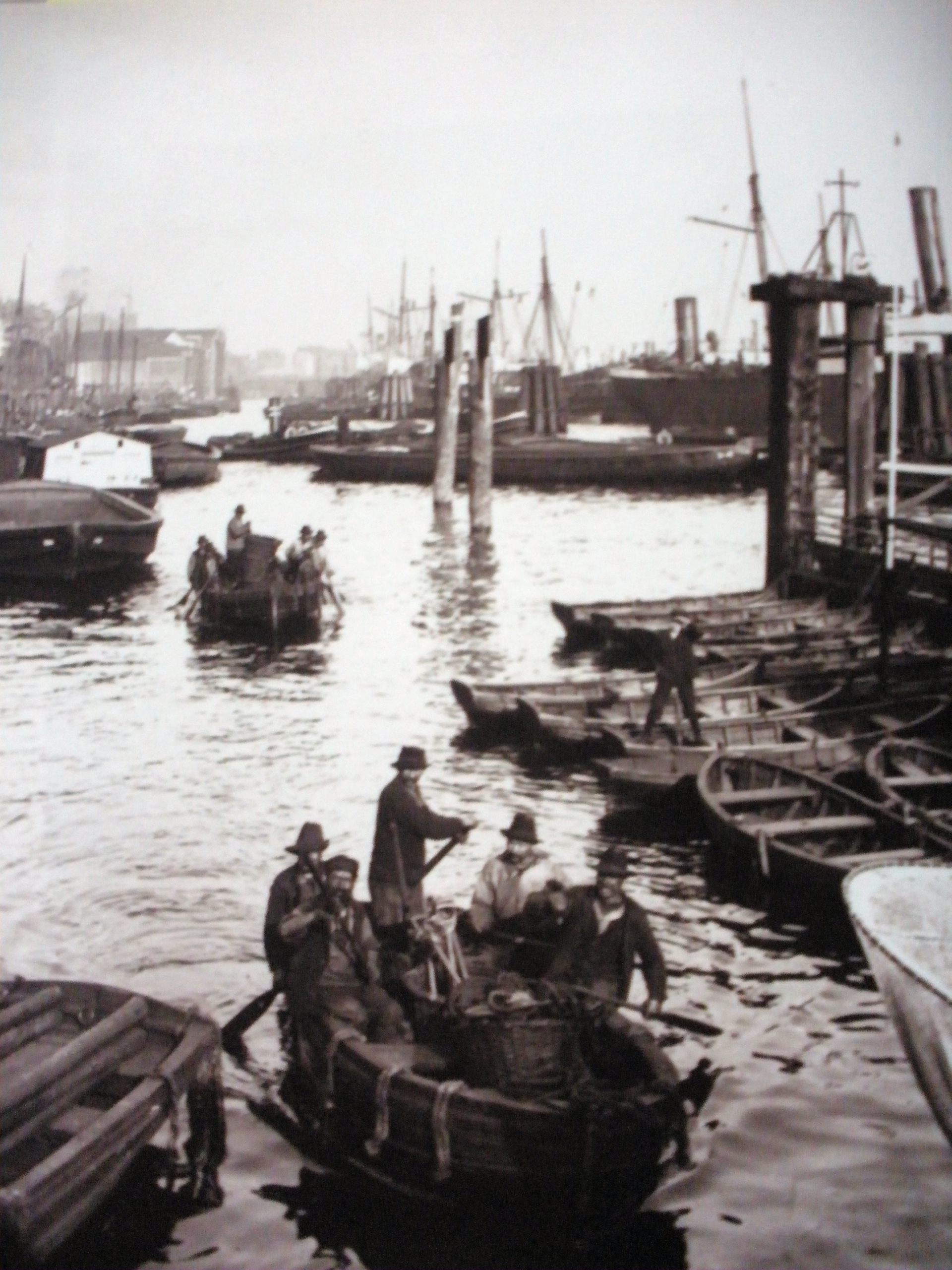
Eine Gang Schwarzer Schauerleute bei der Rückkehr vom Kohlenumschlag, 1892

Ein Gang (auch die Gang, Geng oder Gäng; Plural: Gänge, auch: Gängs, Gangs, Gengs), ist eine Gruppe von Hafenarbeitern, insbesondere im Hamburger Hafen und in den Bremischen Häfen (Bremen und Bremerhaven), die aus fünf bis zehn Mann besteht, sowie einem als Vize, Viez oder Stauerviez genannten Vorarbeiter. Gänge wurden vor allem bei den Schauerleuten zum Laden und Löschen von Schiffen gebildet. Wenn mehr Arbeit anfiel, als die regulären Gangs leisten konnten, wurden aus Hilfsarbeitern kurzfristig bestehende Bummelgangs zusammengestellt. Im Zuge der Containerisierung und der damit einhergehenden Rationalisierung im Umschlag ist die manuelle Arbeit in Gängen weitgehend zurückgegangen, nach wie vor aber wird eine zusammen arbeitende Gruppe von Hafenfacharbeitern, z. B. an einer Containerbrücke, Gang genannt.

## Wortherkunft
Der Begriff Gang geht zurück auf das mittelhochdeutsche Wort ganc, zunächst in der Bedeutung von gehen, abgeleitet aus dem althochdeutsch gangan für bewegen, entwickeln, verändern. Er bezog sich zunächst auf den gemeinsamen Weg einer Gruppe, wurde dann für die Arbeitsgruppe selbst verwendet und ist seit dem 18. Jahrhundert die Bezeichnung für eine Arbeitsgruppe an Bord oder im Hafen.
Auch im Englischen wird der Begriff Gang nach William Falconer bereits seit dem 18. Jahrhundert für eine zusammen arbeitende Gruppe verwendet, allerdings als „eine Anzahl Mannschaften, die zu einem bestimmten Dienst eingeteilt ist und von einem Offizier kommandiert wird, der für diesen Zweck geeignet ist.“
Verwandt ist die Bezeichnung mit Gangway (der Weg, durch den man geht: Laufsteg, Laufplanke zum Schiff) und Gangspill, bei der ein Gang Seeleute an Bord gemeinsam eine aufrechtstehende Winde zum Ankerhieven, Verholen oder Einholen dreht. Das aus dem englischen abgeleitete gang ['gæŋ] für Bande ist eine Neuentlehnung des 20. Jahrhunderts.

## Schietgäng
Eine Gruppe von Hafenarbeitern, deren Aufgaben als Drecksarbeit galten, wie Pansenklopper oder Kedelklopper, wurden Schietgäng genannt.
Im Shanty vom Hamborger Veermaster heißt eine Textvariante: „Dat Deck weer vun Isen vull Schiet un vull Smeer, rein Schipp weer de Schietgäng seer größtes Pläseer …“

## Schwarze Gang
Hier ist die Verwendung nicht eindeutig überliefert: einerseits sollen die als Schwarze Schauerleute bezeichneten Kohlenträger Mitglieder von Swatten Gangs gewesen sein, andererseits sollen dies ausschließlich die dunkel gekleideten Beamten des Wasserzolls gewesen sein, die auch heute noch so bezeichnet werden. Dies soll zum einen auf die charakteristische dunkelblaue Dienstkleidung, als auch auf den Umstand zurückzuführen sein, dass die Beamten sich bei den umfangreichen Kontrollen an Bord schmutzig machen.

## Sonstiges
Auch in Gruppen auftretende Seeleute beim Landgang werden als Gang bezeichnet.
In Anlehnung an diesen Begriff hat sich eine Musikgruppe mit dem Schwerpunkt maritimer Lieder Hamborger Schietgäng genannt.